# U-Bahnhof Dülferstraße
Der U-Bahnhof Dülferstraße in München wird von der U2 angefahren und erschließt den östlichen Teil des Hasenbergls sowie die Panzerwiese. Im Nordwesten schließt sich der Dülferanger an.
Von diesem Bahnhof fährt der Metrobus 60 Richtung Dessauerstraße, der Stadtbus 141 Richtung Scheidplatz sowie die Nachtbuslinien N41 Richtung Feldmoching und Fürstenried West sowie N76 Richtung Petuelring.
Der Bahnhof wurde zwischen März 1987 und Oktober 1993 gebaut und von Jürgen Rauch und dem Architekturbüro Lanz gestaltet. Er hebt sich durch seine farbenfrohe Gestaltung von Ricarda Dietz und dem Büro Lanz von den anderen Bahnhöfen ab. Die farbigen Wandverglasungen wurden von der Firma Gustav van Treeck Werkstätten für Mosaik und Glasmalerei ausgeführt. Auch die Raumstruktur ist außergewöhnlich: die Zugänge konzentrierten sich zunächst auf den westlichen Bauteil, der ein unterirdisches Zwischengeschoss in Gestalt einer begehbaren Galerie aufweist. Durch zwei Lichtöffnungen in der Decke sowie einen vertikalen Durchbruch über dem Bahnsteig fällt Tageslicht in das Bauwerk.
Im Osten wird der Raum über dem Bahnsteig zu einer großen Halle mit gewölbter Decke und hohen Mittelstützen. Die bunten Glasverkleidungen von Dietz schaffen hier eine heitere Atmosphäre. Der Bahnhof wurde am 20. November 1993 eröffnet und war Endstation der Linie U2. 2002 wurde der südöstliche Aufgang zum Neubaugebiet der Panzerwiese eröffnet.
Seit 2008 gibt es vom Bahnhof einen direkten Zugang in das Einkaufszentrum Mira.
Die namensgebende Dülferstraße ist nach dem Bergsteiger Hans Dülfer (1892–1915) benannt.
| Linie | Linienverlauf |
| ----- | --- |
| U2    | Feldmoching – (1065 m) – Hasenbergl – (631 m) – Dülferstraße – (1112 m) – Harthof – (962 m) – Am Hart – (1010 m) – Frankfurter Ring – (657 m) – Milbertshofen – (1094 m) – Scheidplatz – (1103 m) – Hohenzollernplatz – (756 m) – Josephsplatz – (513 m) – Theresienstraße – (730 m) – Königsplatz – (583 m) – Hauptbahnhof – (905 m) – Sendlinger Tor – (746 m) – Fraunhoferstraße – (1116 m) – Kolumbusplatz – (711 m) – Silberhornstraße – (553 m) – Untersbergstraße – (654 m) – Giesing – (1280 m) – Karl-Preis-Platz – (868 m) – Innsbrucker Ring – (1576 m) – Josephsburg – (978 m) – Kreillerstraße – (1207 m) – Trudering – (959 m) – Moosfeld – (1683 m) – Messestadt West – (925 m) – Messestadt Ost |